# 23街車站 (PATH)
23街車站（英語：23rd Street）是美國紐新港務局過哈德遜河捷運（PATH）系統的一個地鐵站，位於紐約市曼哈頓雀兒喜23街及第六大道，平日設有霍博肯－33街線和雜誌廣場－33街線，週末設有雜誌廣場－33街線 (經霍博肯)。

## 車站結構
| G                      | 街道層             | 出入口 |
| B1 第六大道線/PATH月台 | 側式月台，右側開門 | 側式月台，右側開門 |
| B1 第六大道線/PATH月台 | 南行               | 往康尼島-斯提威爾大道（14街） · 平日往百老匯交匯（14街）                                                                |
| B1 第六大道線/PATH月台 | 側式月台，右側開門 | |
| B1 第六大道線/PATH月台 | 南行               | 霍博肯－33街線往霍博肯總站（14街） · 雜誌廣場－33街線往雜誌廣場（14街） · 雜誌廣場－33街線 (經霍博肯)往雜誌廣場（14街） |
| B1 第六大道線/PATH月台 | 北行               | 霍博肯－33街線往33街（總站） · 雜誌廣場－33街線往33街（總站） · 雜誌廣場－33街線 (經霍博肯)往33街（總站）               |
| B1 第六大道線/PATH月台 | 側式月台，右側開門 | |
| B1 第六大道線/PATH月台 | 北行               | 往牙買加-179街（34街-先驅廣場） · 平日往森林小丘-71大道（34街-先驅廣場）                                                |
| B1 第六大道線/PATH月台 | 側式月台，右側開門 | |
| B2                     | 夾層               | 出入口、閘機、轉乘IND第六大道線月台（ 線）                                                                              |
| B3 下層                | 南行快速           | 不停靠 |
| B3 下層                | 北行快速           | 不停靠 |

此站在1908年6月15日啟用。路線延長至23街以前，哈德遜及曼哈頓鐵路的北端總站位於19街（現已關閉）。
此PATH車站設有側式月台，但乘客必須下一層，穿過下通道，再上另一端樓梯，才能到紐約地鐵夾層。PATH閘機位於下通道，也是位於紐約地鐵IND第六大道線軌道下方。
此站設有前往紐約地鐵23街車站月台，設有F，<F>與M 線線，位於PATH車站兩側。快車軌道有B D 線線使用，位於PATH軌道下層。快車軌道在1960年代中興建，以深層鑽挖興建隧道，兩者都無法在車站看見。下層快車軌道，深層鑽挖的圓形橫切面在此站和14街車站的下方變成方形，預留興建下層月台的空間。

## 外部連結
- PATH - 23rd Street Station（页面存档备份，存于）
- 23rd Street entrance from Google Maps Street View（页面存档备份，存于）
- Platform from Google Maps Street View （页面存档备份，存于）